# Victorine (opéra)
Victorine est un opéra-policier en quatre actes des artistes conceptuels britanniques Art & Language. Il est créé en anglais au cours de l’été 1983 et publié dans la revue du collectif, Art-Language, volume 5, n°2 de mars 1984 . La première représentation publique de Victorine devait avoir lieu à Cassel pendant la Documenta 7 mais fut annulée. La traduction française de l’opéra est publiée pour la première fois en 1993 par la Galerie nationale du Jeu de Paume à l’occasion de l’exposition Art & Language. 

## Personnages
- Inspecteur Denis
- Sergent Nozière
- Premier policier
- Chœur des policiers
- Gustave Courbet
- Édouard Manet
- Monsieur Barbin, ami de Manet
- Victorine Meurend
- Jeanne, amie de Jean Fils Merlin
- Marianne Bricafère
- La concierge du 17, rue Maître-Albert
- Diverses gauchistes et républicaines, par bandes
- Picas Osebracs, Informateur
- Jean Fils Merlin, Informateur, Agent et Flâneur
- Divers gauchistes et républicaines, par bandes
- Personnages observés par l’Inspecteur Denis dans la rue près de l’atelier de Courbet

## Argument
L'action se passe en France, à Paris, à la fin du XIXe siècle. Il s’agit d’une enquête policière dans laquelle le rêve et l’illusion occupent une place importante . Plusieurs femmes sont mortes assassinées. Gustave Courbet et Édouard Manet sont les deux principaux suspects.

### Acte I
Paris 1865, dans un poste de police, une vaste salle rectangulaire, l’Inspecteur Denis est adossé à un long comptoir. Un second policier est assis devant un bureau. Ils discutent. Derrière le comptoir, on voit passer sans cesse marginaux et malfrats que les policiers maltraitent. L’Inspecteur Denis décrit le corps sans vie d’une jeune fille qui vient d’être assassinée. Son identité est inconnue. L’Inspecteur Denis décide d’enquêter dans un lieu que la jeune fille fréquentait : le Café Vingt-et-Un. Dans ce café, les clients sont des demi-mondaines, gauchistes et flâneurs à la moralité douteuse. L’Inspecteur Denis montre une photo du cadavre à Victorine Meurend qui, horrifiée, identifie son amie Virginie.  Victorine dénonce le mépris de l’Inspecteur pour les demi-mondaines dont elle fait partie : 
« Je suis connue de ceux que vous méprisez tant,
Et je ne puis souffrir votre ton suffisant. »
Au poste de police, le Sergent Nozière et l’Inspecteur Denis rapprochent cet assassinat de séries de meurtres de jeunes femmes. Ils font des conjectures afin de trouver le motif des crimes et le coupable. Ils font des allusions à plusieurs œuvres d’art : Les Demoiselles des Bords de la Seine de Gustave Courbet et l’Olympia de Manet. Ils décident d’interroger leur indicateur, Picas Osebracs.

### Acte II

La Toilette de Vénus, de François Boucher.

Au poste de police l’Inspecteur Denis, le Sergent Nozière et un second policier observent diverses images. Ils cherchent toujours le mobile du crime. Le second policier prend une photographie et la montre à l’Inspecteur Denis comme s’il montrait un dessin à un connaisseur. Allusion à La Toilette de Vénus de François Boucher. Conversation entre Picas Osebracs, l’Inspecteur Denis et le Sergent Nozière. Picas Osebracs révèle à l’Inspecteur Denis que la jeune fille assassinée n’était pas une prostituée mais une modèle qui posait pour des peintres. Un certain Jean Fils fait parvenir un billet à l’Inspecteur Denis car il souhaite le rencontrer à onze heures au café Vingt-et-Un. L’Inspecteur Denis décide de s’y rendre incognito. Jean Fils se présente accompagné d’une fille. Jean Fils insinue à l’Inspecteur Denis que Courbet est le coupable. 
« Sachez que ce Courbet, aux vices ineffables,
S’est vanté d’avoir fait comme un château de sable
Tomber la Colonne Vendôme… »
Au poste de police, à l’aube, l’Inspecteur Denis demande à ses collaborateurs s’ils ont trouvé des indices sur Courbet. Dans un dossier il découvre un écrit de celui-ci : « Devinera qui pourra ! », allusion à une lettre de Courbet à son ami Louis Français en 1855 dans laquelle il évoque l’Atelier du peintre : « C'est l'histoire de mon atelier, ce qui s'y passe moralement et physiquement. C'est passablement mystérieux, devinera qui pourra. » L’Inspecteur Denis décide de se rendre à l’atelier de Courbet.

### Acte III
Dans une sombre rue de Paris, l’Inspecteur Denis et le Sergent Nozière sont cachés afin de surveiller l’entrée de l’atelier de Gustave Courbet. Le Sergent Nozière évoque la notoriété du travail de Courbet. L’Inspecteur Denis pense qu’il s’agit de crimes politiques exécutés par les Républicains. Entrent un homme et un paysan tenant une faux. Ils marmonnent une langue étrangère inintelligible. L’Inspecteur Denis se rend dans l’atelier de Courbet.  dans lequel il est entré sans frapper. Il décide de se faire passer pour le chef des pompiers : l’inspecteur R. Janvin Rambrent. Il s’agit d’une allusion aux Pompiers courant au feu de Courbet. Commence une conversation entre le peintre et l’Inspecteur Denis. Courbet déclare : 
« A la lutte des classes j’ai consacré ma vie,
Au renouveau – à l’art. »
L’Inspecteur Denis lui montre un mandat de perquisition. Il souhaite fouiller son atelier. Courbet démasque l’Inspecteur Denis et découvre qu’il est policier. L’Inspecteur lui demande quel est son alibi pour la nuit du 2 juin 1858. Courbet répond qu’il chassait à Francfort. Il lui demande alors son alibi pour le 10 février 1849. Courbet déclare qu’il était alors à Amsterdam. Enfin, l’Inspecteur Denis lui demande son alibi pour le 10 mars dix ans plus tôt. Courbet répond qu’il était à Ornans où il réalisait une peinture de son atelier.
« Allégorie réelle, où je prétends montrer
Le monde entier dans un vaste portrait global. »
L’Inspecteur Denis rentre au poste de police. Un rapport de police cite le nom de Manet. Dans l'atelier de Manet, celui-ci et Monsieur Barbin, son ami, contemplent Olympia. L’Inspecteur Denis s’est introduit dans l’atelier et les écoute en cachette. L’Inspecteur Denis demande ensuite à Manet de fournir un alibi. Manet déclare qu’il peignait. Victorine Meurend doit le rejoindre pour poser dans son atelier. Courbet montre à l’Inspecteur Denis le tableau qui se trouve dans son atelier. On y voit une femme étendue, Olympia. Confus, l’Inspecteur voit dans le tableau d’Olympia une projection du meurtre que Manet a l’intention de perpétrer. Pour lui, Victorine est en danger de mort. Jean Fils arrive dans l’atelier de Manet. Il décrit Victorine comme une incarnation de la modernité : 
« Le monde d’aujourd’hui dans un regard de femme. »
Finalement, l’Inspecteur Denis exclue Manet comme suspect.

### Acte IV
Victorine Meurend discute avec son amie Marianne Bricafère dans son appartement du 17 rue Maître-Albert. Elles parlent du triste sort de leur amie Virginie. La concierge entre et dit à Victorine que la police la recherche car elle serait en danger de mort. L’acte se termine sur une aria « Que puis-je dire à ces fous policiers ? » dans laquelle Victorine conclue en disant que le crime est celui de la jouissance. 
« Que devrais-je dire
A ces fous policiers ?
Détourner la tête
D’un regard belliqueux
Et tuant son plaisir
Moi, mourir dans ses yeux. »

## Partition musicale
La partition musicale de Victorine est écrite par Mayo Thompson, leader du groupe de rock expérimental américain Red Krayola qui collabore régulièrement avec Art & Language à partir des années 1970.  Elle reste à ce jour, en 2019, inachevée.

## Représentations
Initialement, Victorine devait être joué dans la ville de Cassel en Allemagne à l’occasion de la documenta 7 en 1982 et montrée aux côtés de Art & Language Studio at 3 Wesley Place ; Painted by Actors.  La représentation devait être filmée par une chaîne de télévision allemande .  mais le projet n’aboutit pas. Une unique représentation de l’acte IV de Victorine a été donnée en 2012, lors de la biennale du Whitney Museum of American Art. Felix Bernstein y interprète Victorine et Gabe Rubin son amie Marianne Bricafère. Une captation de cette représentation est montrée au Château de Montsoreau - musée d'Art contemporain dans l’accrochage de la collection permanente du musée.